# Philipp Jarnach
Philipp Jarnach (26 de julio de 1892 - 17 de diciembre de 1982) fue un compositor de origen español. Nació en Noisy Le Sec, cerca de París, hijo de un escultor catalán y de su esposa flamenca. Estudió piano en el Conservatorio de París con Édouard Risler y armonía con Albert Lavignac. Sus primeras obras fueron publicadas a partir de 1912 por la conocida editorial francesa Durant & Fils y el joven compositor fue promovido por Ravel y Debussy.
Tras el estallido de la I Guerra Mundial Jarnach emigró a la Suiza neutral. Trabajó primeramente como repetidor y director de orquesta en el Teatro Municipal de Zúrich y después como profesor de teoría en el Conservatorio Municipal. En Zúrich se hizo amigo de James Joyce con quien compartió un apartamento. Allí también empezó la amistad y cooperación artística de toda la vida con Ferruccio Busoni para quien Jarnach elaboró las partituras de piano de sus óperas Arlecchino y Turandot. En este tiempo encontró, con el apoyo espiritual de Busoni, su inconfundible estilo individual.
A partir de 1921 Jarnach vivió en Berlín donde trabajó como compositor, pianista, director de orquesta y crítico musical. Llegó a ser miembro de importantes asociaciones de música como el Grupo de Noviembre, el ADMV, el IGNM y director artístico de los “Conciertos de Melos”. 
Con la presentación de su Quinteto para cuerdas op. 10 por el conjunto Hindemith-Amar en el Festival de Donaueschingen en 1921, Jarnach logró reconocimiento internacional. Fue considerado como uno de los compositores más importantes de la nueva música. 
En 1925 Jarnach completó Doctor Fausto, la ópera que Busoni dejó inconclusa a su muerte y que ha sido calificada como una de sus obras más importantes. A pesar de la existencia de un final más nuevo, compuesto por Anthony Beaumont en el año 1984, la versión de Jarnach se ha mantenido vigente.
A partir de 1927 Jarnach fue catedrático de la Clase Maestra de Composición en el Conservatorio de Colonia, en donde aumentó su reputación como pedagogo eminente. Entre sus alumnos destacan conocidos compositores como Kurt Weill, Jürg Baur, Bernd Alois Zimmermann y Nikos Skalkottas. 
En 1931 adquirió la nacionalidad alemana. Durante el régimen nazi (1933-1945) Jarnach fue privado de todos sus cargos honoríficos. Sus obras vanguardistas desaparecieron de los programas de conciertos y su afán creador disminuyó considerablemente. 
Después de la II Guerra Mundial Jarnach tuvo gran participación en la reorganización musical en Alemania. En 1950 fue nombrado director del recién establecido Escuela Superior de Música y Teatro de Hamburgo. Durante su administración de diez años el conservatorio adquirió prestigio internacional. 
Entre 1960 y 1963 fue profesor de la compositora estadounidense de origen peruano Pozzi Escot (n. 1933). Su importancia para la música moderna fue reconocida con varias condecoraciones. En 1954 obtuvo el Premio Bach, en 1955 fue nombrado miembro de la Academia de las Artes (de Berlín) y obtuvo el Premio de Arte (Berlín). En 1958 obtuvo la Medalla Brahms y en 1959 fue honrado con la Gran Cruz al Mérito de la República Federal de Alemania.
Philipp Jarnach falleció el 17 de diciembre de 1982 a los 90 años en Börnsen, cerca de Hamburgo.
- Datos: Q650161
- Multimedia: Philipp Jarnach / Q650161